# Liste sozialistischer und kommunistischer Organisationen
Diese Liste führt politische Parteien auf, die ganz oder zu einem nicht unbedeutendem Teil kommunistische und sozialistische Positionen und Grundüberzeugungen vertreten.
Sozialistische Parteien und Organisationen haben oft ähnliche Werte wie sozialdemokratische Parteien, häufig werden beide Begriffe auch synonym verwendet. Kommunistische Parteien befürworten in der Regel, jedoch nicht immer, einen revolutionären Weg, um politische Veränderungen zu erreichen.
Viele ehemalige regierende sozialistische oder kommunistische Parteien bezeichnen sich heute selbst als sozialdemokratisch.

## Liste

### Europa
Enthalten sind auch  Staaten, die nur teilweise in Europa liegen, wie die Türkei und Kasachstan, sowie Zypern (EU-Mitglied) und Staaten im Kaukasus.
- Albanien:
  - Partei der Arbeit Albaniens (PdAA), von 1941–1991, kommunistisch
  - Kommunistische Partei Albaniens (KPA), gegründet 1991, kommunistisch
  - Kommunistische Partei Albaniens (8. November), gegründet 2003, kommunistisch
- Armenien:
  - Kommunistische Partei der Armenischen SSR, 1920–1991
  - Armenische Kommunistische Partei
- Aserbaidschan:
  - Kommunistische Partei der Aserbaidschanischen SSR, 1920–1991
  - Aserbaidschanische Kommunistische Partei, gegründet 1993, kommunistisch
- Belarus:
  - Kommunistische Partei der Belarusischen SSR, 1918–1991
  - Belarussische vereinigte Linkspartei „Gerechte Welt“, gegründet 1991 als Partei der Kommunisten von Belarus
  - Kommunistische Partei von Belarus (KPB), gegründet 1996
- Belgien:
  - Kommunistische Partei Belgiens (1921 bis 1989)
  - Parti Communiste (1989 gegründet)
  - Partei der Arbeit Belgiens (PTB/PVDA), gegründet 1979, marxistisch
- Bulgarien:
  - Bulgarische Kommunistische Partei, 1919–1990 (1924–1948 Bulgarische Sozialistische Partei)
  - Kommunistische Partei Bulgariens, gegründet 1996
- Königreich Dänemark:
  - Dänemark:
    - Danmarks Kommunistiske Parti (DKP), gegründet 1919, kommunistisch
    - Socialistisk Folkeparti (SF), grün, demokratisch-sozialistisch
    - Enhedslisten – De Rød-Grønne (EL), linkssozialistisch, grün-sozialistisch

  - Färöer:
    - Tjóðveldi (T; Republik), separatistisch, grün-sozialistisch

  - Grönland:
    - Inuit Ataqatigiit (IA; Gemeinschaft der Inuit), separatistisch, demokratisch-sozialistisch
    - Partii Inuit (PI; Inuitpartei), separatistisch, grün-sozialistisch
- Deutschland:
  - Allgemeiner Deutscher Arbeiterverein (1863 bis 1875)
  - Sozialdemokratische Arbeiterpartei (1869 bis 1875)
  - Sozialistische Arbeiterpartei Deutschlands (1875 bis 1890)
  - Spartakusbund (1914 bis 1919)
  - Unabhängige Sozialdemokratische Partei Deutschlands (1917 bis 1931)
  - Kommunistische Partei Deutschlands (1919 bis 1956)
    - Kommunistische Partei Deutschlands bzw. der Freien Stadt Danzig (1922–23) (1920 bis 1934)

  - Kommunistische Arbeiterpartei Deutschlands (1920 bis 1933)
  - Sozialistische Arbeiterpartei Deutschlands (1931 bis 1945)
  - Sozialistische Einheitspartei Deutschlands (1946 bis 1989)
  - Sozialistische Einheitspartei Westberlins (1946 bis 1991)
  - Deutsche Kommunistische Partei (1968 gegründet)
  - Kommunistische Partei Deutschlands/Marxisten-Leninisten (1968 gegründet, zerfallen in KPD (Roter Morgen), KPD/ML (Roter Stern), KPD (Stalinisten-Hoxhaisten))
  - Kommunistischer Bund (1971 bis 1991)
  - Sozialistische Gleichheitspartei, 1971 gegründet als Bund Sozialistischer Arbeiter
  - Kommunistischer Arbeiterbund Deutschlands (1972 bis 1982)
  - Kommunistischer Bund Westdeutschland (1973 bis 1985)
  - Arbeiterbund für den Wiederaufbau der KPD (1973 gegründet)
  - Bund Westdeutscher Kommunisten (1980 bis 1995)
  - Marxistisch-Leninistische Partei Deutschlands (1982 gegründet)
  - Partei des Demokratischen Sozialismus (1989 bis 2007)
  - Kommunistische Partei Deutschlands (1990 gegründet)
  - Die Linke (2007 gegründet)
  - Kommunistischer Aufbau (KA) (2014 gegründet)
  - Kommunistische Partei (KP), ehem. Kommunistische Organisation (KO) (2018 gegründet)
  - Bund der Kommunist:innen (2022 gegründet)
- Estland:
  - Kommunistische Partei Estlands
- Finnland:
  - Kommunistische Partei Finnlands (KPFi), gegründet 1918 bis 1990, kommunistisch (früher marxistisch-leninistisch)
  - Vasemmistoliitto (VAS; Linksbündnis), sozialistisch
  - Kommunistische Partei Finnlands (KPFi), gegründet 1986, marxistisch-leninistisch
- Frankreich:
  - Französische Sektion der Arbeiter-Internationale (Section française de l’Internationale ouvrière, SFIO) 1905 bis 1959
  - Parti Communiste Français (PCF), gegründet 1920, kommunistisch (früher marxistisch-leninistisch)
  - Pôle de renaissance communiste en France (PRCF), gegründet 2004, marxistisch-leninistisch
  - Parti de l’égalité socialiste, gegründet 2016 als Sektion des Internationalen Komitees der Vierten Internationale
  - Mouvement Républicain et Citoyen (MRC), sozialistisch
  - Fédération pour une Alternative Sociale et Écologique (FASE), ökosozialistisch, antikapitalistisch
  - Parti de Gauche (PG), demokratischer Sozialismus
  - La France insoumise (LFI), demokratisch sozialistisch, ökosozialistisch, linkspopulistisch
  - Ligue communiste révolutionnaire
  - Lutte Ouvrière (Arbeiterpartei)
- Georgien:
  - Kommunistische Partei der Georgischen SSR (1937 bis 1991)
  - Georgische Arbeiterpartei (georgisches Kürzel: SLP), demokratischer Sozialismus
- Griechenland:
  - Kommunistische Partei Griechenlands (griechisches Kürzel: KKE), marxistisch-leninistisch
    - die 1968 aus der KKE abgespaltene Griechische Kommunistische Partei (Inland) sowie dessen Nachfolgerin Elliniki Aristera

  - Laiki Enotita (LAE; Volkseinheit), sozialistisch, globalisierungskritisch, euroskeptisch
  - Synaspismos Rizospastikis Aristeras (SYRIZA; Koalition der Radikalen Linken), demokratisch sozialistisch, ökosozialistisch, globalisierungskritisch
  - ANTARSYA, Bündnispartei von mehreren Gruppen und Parteien, sozialistisch-kommunistisch, antikapitalistisch
- Irland:
  - Communist Party of Ireland (CPI), kommunistisch
  - Communist Party of Ireland (Marxist–Leninist) von 1965 bis 2003, maoistisch
  - Independents 4 Change
  - Right to Change
  - RISE von 2019 bis 2021, fusionierte mit People Before Profit
  - Sinn Féin (SF), irisch-nationalistisch, demokratisch-sozialistisch
  - Socialist Party of Ireland von 1971 bis 1980, kommunistisch
  - People Before Profit/Solidarity (PBPS), demokratisch-sozialistisch, EU-skeptisch
  - Solidarity–the left alternative, derzeit nicht mehr registriert, demokratisch-sozialistisch, ökosozialistisch
  - Workers’ Party of Ireland
- Island:
  - Vinstrihreyfingin – grænt framboð (VG; Linksgrüne Bewegung), grün-sozialistisch
  - Volksfront von Island (2013 gegründet), sozialistisch, antikapitalistisch, EU-skeptisch
  - Sozialistische Partei Islands (2017 gegründet), demokratisch-sozialistisch
- Italien:
  - Kommunistische Partei Italiens (1921 bis 1991)
  - Partito della Rifondazione Comunista (1991 gegründet)
  - Partito dei Comunisti Italiani (1998 bis 2016)
    - Kommunistische Partei Italiens (2016 erfolgte Umbenennung der Partito dei Comunisti Italiani)

  - Partito Comunista (2009 gegründet)
- Kasachstan:
  - Kommunistische Partei der Kasachischen SSR (1937 bis 1991)
  - Kommunistische Partei Kasachstans (1998 bis 2015)
  - Volkspartei Kasachstans (2004 gegründet)
- Kroatien:
  - Kommunistische Partei Kroatiens (Republik Kroatien)
- Lettland:
  - Kommunistische Partei Lettlands (1904 bis 1991)
  - Sozialistische Partei Lettlands (1994 gegründet)
- Luxemburg:
  - Déi Lénk (die Linke), sozialistisch
  - Kommunistische Partei Luxemburgs (KPL; Parti Communiste Luxembourgois; PCL), kommunistisch
- Malta:
  - Kommunistische Partei Maltas (PKM, Partit Komunista Malti), kommunistisch
- Moldau:
  - Partidul Comuniștilor din Republica Moldova (PCRM), kommunistisch
  - Partidul Socialiștilor din Republica Moldova (PSRM; Partei der Sozialisten der Republik Moldau), demokratisch sozialistisch, EU-skeptisch
  - Blocul Electoral Patria - Rodina (BEPR; Wahlblock Heimat), kommunistisch
- Niederlande:
  - Communistische Partij van Nederland, von 1909 bis 1991, marxistisch-leninistisch
  - Socialistische Partij (SP), gegründet 1971, sozialistisch
  - Nieuwe Communistische Partij (NCPN), gegründet 1992, marxistisch-leninistisch
- Norwegen:
  - Kommunistische Partei Norwegens, gegründet 1923, marxistisch-leninistisch
  - Sosialistisk Folkeparti (SF), von 1961 bis 1975, sozialistisch
  - Sosialistisk Venstreparti (SV), grün-sozialistisch
  - Rødt, sozialistisch-kommunistisch
  - Samfunnspartiet, anarchistisch
- Österreich:
  - Kommunistische Partei Österreichs (KPÖ), gegründet 1918, kommunistisch
  - Linke (LINKE)
  - Marxistisch-Leninistische Partei Österreichs (MLPÖ), von 1967 bis 2016, maoistisch
  - Partei der Arbeit Österreichs (PdA), gegründet 2013, marxistisch-leninistisch
- Polen:
  - Kommunistische Partei Polens (KPP), 1918–1938, marxistisch-leninistisch
  - Polnische Arbeiterpartei (PPR), 1942–1948, marxistisch-leninistisch
  - Polnische Vereinigte Arbeiterpartei, 1948–1990, marxistisch-leninistisch
  - Bund polnischer Kommunisten Proletariat, 1990–2002, marxistisch-leninistisch
  - Kommunistische Partei Polens (KPP), Neugründung 2002, marxistisch-leninistisch
- Portugal:
  - Partido Comunista Português (PCP), gegründet 1921, marxistisch-leninistisch
  - Bloco de Esquerda (BE), Demokratischer Sozialismus
- Rumänien:
  - Sozialdemokratische Arbeiterpartei Rumäniens (Partidul Social-Democrat al Muncitorilor din Romȃnia, PSDMR), 1893 bis 1910
  - Sozialdemokratische Partei Rumäniens (Partidul Social Democrat din România, PSD), 1910 bis 1916
  - Sozialistische Partei Rumäniens (Partidul Socialist din România, PS), 1918 bis 1921
  - Rumänische Kommunistische Partei (Partidul Comunist Român, PCR), 1921–1989
  - Föderation Sozialistischer Parteien Rumäneins (Federaţia Partidelor Socialiste din România, FPSR) 1922 bis 1927
  - Rumänische Sozialdemokratische Partei (Partidul Social Democrat Român, PSD), 1927 bis 1948
    - 1948 Vereinigung von PCR und PSD zur Rumänischen Arbeiterpartei (Partidul Muncitoresc Român, PMR), 1948 bis 1965
    - 1965 Rück- oder Umbenennung der PMR in PCR, 1965 bis 1989

  - Sozialistische Arbeiterpartei (PSM), 1990 bis 2003
  - Rumänische Sozialistische Partei (Partidul Socialist Român, PSR), gegründet 2003
- Russische Föderation:
  - Kommunistische Partei der Russischen SFSR (1990 bis 1991)
  - Kommunistische Partei der Russischen Föderation (1993 gegründet)
  - Russische Kommunistische Arbeiterpartei – Revolutionäre Partei der Kommunisten (2001 bis 2007)
  - Russische Vereinigte Arbeiterfront (2007 bis 2020)
  - Kommunisten Russlands (2012 gegründet)
- San Marino:
  - Kommunistischen Partei San Marinos, 1941–1991, kommunistisch
  - Rifondazione Comunista Sammarinese (RCS; Rifondazione Comunista), 1991–2012
  - Vereinigte Linke (Sinistra Unita), 2012–2017
  - Sozialistisch-Demokratische Linke (Sinistra Socialista Democratica), 2017–2020
- Schweden:
  - Vänsterpartiet (VP), gegründet 1921, sozialistisch (1921 bis 1967 Kommunistische Partei Schwedens (KPS), marxistisch-leninistisch)
  - Kommunistiska Partiet, gegründet 1970, kommunistisch
  - Sveriges Kommunistiska Parti, gegründet 1977, marxistisch-leninistisch
- Schweiz: 
  - Alternative Linke
  - SolidaritéS (SOL), kommunistisch
  - Kommunistische Partei der Schweiz (Abspaltung von den Sozialdemokraten 1921, 1940 verboten)
  - Kommunistische Partei-Opposition (Schweiz), KPS-O, 1930–1935
  - Partei der Arbeit der Schweiz (PdA, kommunistisch) ab 1944, Nachfolgerin der KPS
  - Partei der Arbeit Basel, kommunistisch, 1988 aus der PdA Schweiz ausgeschlossen
  - Progressive Organisationen der Schweiz, POCH, 1970–1993
  - Kommunistische Partei der Schweiz/Marxisten-Leninisten, KPS/ML, 1969–1987
  - Revolutionäre Marxistische Liga von 1969 bis 1990, 1980 Namensänderung in Sozialistische Arbeiterpartei (SAP)
  - Kommunistische Partei (Schweiz), 2007 entstanden aus der Tessiner Sektion der PdA
- Serbien:
  - Nova Komunistička Partija Jugoslavije (NKPJ; Neue Kommunistische Partei Jugoslawiens), gegründet 1990
  - Socijalistička Partija Srbije (Sozialistische Partei Serbiens SPS), gegründet 1990
  - Kommunistische Partei (Serbien) (KPS), von 2010 bis 2022
- Slowakei:
  - Kommunistische Partei der Slowakei (KSS), von 1939 bis 1948, kommunistisch
  - Kommunistische Partei der Slowakei (KSS), gegründet 1992, kommunistisch
- Spanien:
  - Spanische Sozialistische Arbeiterpartei (Partido Socialista Obrero Español, PSOE), gegründet 1879
  - Kommunistische Partei Spaniens (Partido Comunista de España, PCE), gegründet 1921
  - Arbeiterpartei der Marxistischen Einheit (Partido Obrero de Unificación Marxista, POUM), 1935 bis 1939
  - Kommunistische Arbeiterpartei Spaniens (Partido Comunista Obrero Español, PCOE), gegründet 1973
  - Kommunistische Partei der Völker Spaniens (Partido Comunista de los Pueblos de España, PCPE), gegründet 1984
  - Vereinigte Linke (Izquerda Unida, IU), gegründet 1986, sozialistisch
  - Podemos, gegründet 2014
  - Spanien-Aragonien:
    - Chunta Aragonesista (CHA), sozialistisch

  - Spanien-Galicien:
    - Bloque Nacionalista Galego (BNG), sozialistisch

  - Spanien-Katalonien:
    - Esquerra Republicana de Catalunya (ERC), sozialistisch
    - Esquerra Unida i Alternativa (EUiA), sozialistisch
    - Candidatura d'Unitat Popular (CUP)
- Tschechische Republik:
  - Komunistická strana Čech a Moravy (KSČM; Kommunistische Partei), kommunistisch
  - Strana demokratického socialismu (SDS; Partei des Demokratischen Sozialismus (Tschechien)), demokratisch-sozialistisch
- Türkei:
  - Kommunistische Partei der Türkei (1920 bis 1987)
  - Arbeiterpartei der Türkei (1961 bis 1988)
  - Kommunistische Partei der Türkei/Marxistisch-Leninistisch (TKP/ML, seit 1972)
  - Vereinte Kommunistische Partei der Türkei (1988 bis 1991)
  - Sozialistische Einheitspartei (1991 bis 1995)
  - Linke Partei (SOL Parti, seit 1996)
  - Partei der Arbeit (Emek Partisi, seit 1996)
  - Kommunistische Partei der Türkei (TKP, 2001–2014)
  - Kommunistische Partei (KP, seit 2014)
  - Kommunistische Volkspartei der Türkei (HTKP, seit 2014)
  - Marxistisch-Leninistische Kommunistische Partei (MLKP, seit 1994)
  - Revolutionäre Volksbefreiungspartei-Front (DHKP-C, seit 1993, kommunistische Terrororganisation)
  - Arbeiterpartei (İP, 1992–2015)
  - Dev-Genç (1965–1971)
  - Revolutionäre Linke (Dev-Sol, 1978–1993)
  - Revolutionärer Weg (Dev-Yol, seit 1977)
  - Siehe auch: Liste der kommunistischen Parteien der Türkei
- Ukraine:
  - Kommunistische Partei der Ukrainischen SSR (1917 bis 1991)
  - Kommunistische Partei der Ukraine (1993 gegründet)
  - Union der Kommunisten der Ukraine
- Ungarn:
  - Partei der Kommunisten Ungarns (1918–1943)
  - Ungarische Kommunistische Partei (1944–1948)
  - Partei der Ungarischen Werktätigen (1948–1956)
  - Ungarische Sozialistische Arbeiterpartei (1956–1989)
  - Ungarische Arbeiterpartei (1989 gegründet)
- Vereinigtes Königreich:
  - ganz Großbritannien:
    - Social Democratic Federation, von 1881 bis 1911
    - Independent Labour Party, von 1893 bis 1975
    - Socialist Labour Party, von 1903 bis 1980
    - Socialist Party of Great Britain, gegründet 1904
    - British Socialist Party, von 1911 bis 1920
    - Communist Party of Great Britain, von 1920 bis 1991, marxistisch-leninistisch
    - New Communist Party of Britain, gegründet 1977, marxistisch-leninistisch
    - Revolutionary Communist Party of Britain (Marxist–Leninist), gegründet 1979
    - Socialist Equality Party, gegründet 1986 aus der Workers Revolutionary Party
    - Communist Party of Britain, gegründet 1988, marxistisch-leninistisch
    - Socialist Labour Party, gegründet 1996
    - Communist Party of Great Britain (Marxist-Leninist), gegründet 2004
    - Respect Party, von 2004 bis 2016
    - Left Unity, gegründet 2013

  - nur England und Wales:
  - nur Schottland:
    - Communist Party of Scotland, von 1992 bis 2018, marxistisch-leninistisch
    - Democratic Left Scotland, gegründet 1998; nicht registrierte Partei; Partner der Partei der Europäischen Linken
    - Scottish Socialist Party, gegründet 1998
    - Socialist Party Scotland, gegründet 2002

  - nur Nordirland:
    - Sinn Féin (SF), irisch-nationalistisch, demokratisch-sozialistisch
    - People Before Profit (PBP), Demokratischer Sozialismus
    - Workers’ Party of Ireland
- Zypern:
  - Anorthotiko Komma Ergazomenou Laou (AKEL; Fortschrittspartei des werktätigen Volkes), sozialistisch

### Nordamerika
- Costa Rica:
  - Kommunistische Partei Costa Ricas (gegründet 1931)
- Dominikanische Republik:
  - Dominikanische Kommunistische Partei (1944–1996)
  - Partido Fuerza de la Revolución (1996 gegründet)
- El Salvador:
  - Kommunistische Partei El Salvadors (1930–1995, 2005 erneut gegründet)
  - Frente Farabundo Martí para la Liberación Nacional (FMLN)
- Guatemala:
  - Guatemaltekische Arbeiterpartei (1949–1998)
- Honduras:
  - Kommunistische Partei von Honduras (1928–1990)
- Jamaika:
  - Kommunistische Partei Jamaikas (1975 gegründet)
- Kanada:
  - Communist Party of Canada
  - Communist Party of Canada (Marxist–Leninist)
  - Socialist Equality Party
- Kuba:
  - Kommunistische Partei Kubas (PCC)
- Mexiko:
  - Partido Comunista Mexicano
  - Partido del Trabajo (PT), sozialistisch
- Nicaragua:
  - Frente Sandinista de Liberación Nacional (FSLN)
- Panama:
  - Panamaische Volkspartei (1930 gegründet)
- USA:
  - Sozialistische Arbeiterpartei Amerikas (1876 gegründet)
  - Sozialistische Partei Amerikas (1901 bis 1973)
  - Kommunistische Partei der USA (1919 gegründet)
  - Socialist Party USA (1973 gegründet)
  - Socialist Equality Party (gegründet 1966 als Workers League)

### Südamerika
- Argentinien:
  - Kommunistische Partei Argentiniens (1918 gegründet), marxistisch-leninistisch
  - Partido Comunista Revolucionario
- Bolivien:
  - Kommunistische Partei Boliviens (1950 gegründet), marxistisch-leninistisch
- Brasilien:
  - Partido dos Trabalhadores (PT), sozialistisch
  - Partido Socialista Brasileiro (PSB), sozialistisch
  - Partido Democrático Trabalhista (PDT), sozialistisch
  - Partido Popular Socialista (PPS), sozialistisch
  - Brasilianische Kommunistische Partei (1922 gegründet), marxistisch-leninistisch
  - Kommunistische Partei Brasiliens (1962 gegründet), kommunistisch, ehemals maoistisch
  - Partido Socialismo e Liberdade, linkssozialistisch
- Chile:
  - Kommunistische Partei Chiles (1912 gegründet)
- Ecuador:
  - Kommunistische Partei Ecuadors (1926 gegründet), marxistisch-leninistisch
  - Partido Comunista Marxista Leninista del Ecuador
  - Movimiento Popular Democrático
- Guyana:
  - Fortschrittliche Volkspartei (1950 gegründet)
- Kolumbien:
  - Kolumbianische Kommunistische Partei (1930 gegründet), marxistisch-leninistisch
- Paraguay:
  - Kommunistische Partei Paraguays (1928 gegründet)
- Peru:
  - Peruanische Kommunistische Partei (1928 gegründet), marxistisch-leninistisch
  - Leuchtender Pfad, kommunistisch, maoistisch
- Uruguay:
  - Partido Comunista de Uruguay (1920 gegründet), marxistisch-leninistisch
- Venezuela:
  - Kommunistische Partei Venezuelas (1931 gegründet), marxistisch-leninistisch
  - Vereinigte Sozialistische Partei Venezuelas, Sozialismus des 21. Jahrhunderts, Bolivarismus

### Asien
- Afghanistan:
  - Demokratische Volkspartei Afghanistans (1965 bis 1992)
- Bangladesch:
  - Kommunistische Partei Bangladeschs (1971 gegründet)
  - Workers Party of Bangladesh (1980 gegründet)
- Republik China (Taiwan):
  - Kommunistische Partei Taiwans (2008 bis 2020)
- Volksrepublik China:
  - Kommunistische Partei Chinas (1921 gegründet)
- Indien:
  - Kommunistische Partei Indiens (1925 gegründet)
  - Kommunistische Partei Indiens (Marxisten) (1964 gegründet)
  - Kommunistische Partei Indiens (Maoisten) (2004 gegründet)
  - Samajwadi Party (SP), sozialistisch
  - Sozialistische Partei Indiens (existierte im Wesentlichen zwischen 1948 und 1952, heute nur noch Splittergruppen)
- Indonesien:
  - Kommunistische Partei Indonesiens (1914 bis 1966)
- Irak:
  - Irakische Kommunistische Partei (1934 gegründet)
  - Kurdische Kommunistische Partei (1993 gegründet)
  - Arbeiterkommunistische Partei von Irak
  - Unabhängige Partei der Arbeiter Kurdistans
- Iran:
  - Tudeh-Partei (1941 gegründet)
  - Arbeiterkommunistische Partei Irans (API)
  - Sozialistische Partei Iran (SPI)
- Israel:
  - Chadasch (Demokratische Front für Frieden und Gleichberechtigung), sozialistisch-kommunistische Listenverbindung, enthält die Maki (Partei)
  - Am Ekhad (AE; Gewerkschaftspartei), sozialistisch
- Japan:
  - Kommunistische Partei Japans (1922 gegründet)
- Jemen:
  - Jemenitische Sozialistische Partei (YSM), demokratisch-sozialistisch
- Jordanien:
  - Jordanische Kommunistische Partei (1948 gegründet)
- Kambodscha:
  - Kambodschanische Volkspartei (CPP = Cambodian People’s Party) regiert dort als stärkste Fraktion in einer Koalition mit anderen Parteien in einer parlamentarischen Monarchie
- Kirgisistan:
  - Kommunistische Partei der Kirgisischen SSR (1937 bis 1991)
  - Partei der Kommunisten Kirgisistans (1992 gegründet)
- Kurdistan:
  - Sozialistische Partei Kurdistans (PSK)
  - Arbeiterpartei Kurdistans (PKK)
  - Kurdische Kommunistische Partei (KKP)
- Laos:
  - Laotische Revolutionäre Volkspartei (LPRP bzw. LRVP) (vgl. Pathet Lao)
- Libanon:
  - Syrisch-Libanesische Kommunistische Partei (1924–1964)
  - Libanesische Kommunistische Partei (1964 gegründet)
  - Progressiv-Sozialistische Partei, sozialistisch
- Malaysia:
  - Kommunistische Partei Malaysias (1930 bis 1989)
- Mongolei:
  - Mongolische Revolutionäre Volkspartei (MRVP), 2000 wieder neu in die Regierung gewählt
- Myanmar:
  - Kommunistische Partei Birmas (1939 gegründet)
- Nepal:
  - Kommunistische Partei Nepals (1949 bis 1962)
  - Kommunistische Partei Nepals (Vereinigte Marxisten-Leninisten) (1991 bis 2018)
  - Kommunistische Partei Nepals (Maoisten) (1994 bis 2018)
  - Nepalesische Kommunistische Partei (2018 gegründet)
- DVR Korea:
  - Partei der Arbeit Koreas (1946 gegründet)
- Pakistan:
  - Kommunistische Partei Pakistans (1948 gegründet)
- Palästina:
  - Kommunistische Partei Palästinas (1923 gegründet)
- Philippinen:
  - Kommunistische Partei der Philippinen (1968 gegründet)
- Sri Lanka
  - Kommunistische Partei Sri Lankas (1943 gegründet)
  - Socialist Equality Party (1968 gegründet als Revolutionary Communist League)
- Syrien:
  - Baath-Partei (Syrien)
  - Syrisch-Libanesische Kommunistische Partei (1924–1964)
  - Syrische Kommunistische Partei (1964–1986)
  - Syrische Kommunistische Partei (Vereint) (1986 gegründet)
  - Syrische Kommunistische Partei (Bakdasch) (1986 gegründet)
- Tadschikistan:
  - Kommunistische Partei der Tadschikischen SSR (1924 bis 1991)
  - Kommunistische Partei Tadschikistans (1991 gegründet)
  - Volksdemokratische Partei Tadschikistans, säkular
- Taiwan:
  - Kommunistische Partei Taiwans (1928 bis 1931)
- Thailand:
  - Kommunistische Partei Thailands (1942 bis 1995)
- Turkmenistan:
  - Kommunistische Partei der Turkmenischen SSR (1924 bis 1991)
  - Kommunistische Partei der Turkmenistans (1998 bis 2002)
- Usbekistan:
  - Kommunistische Partei der Usbekischen SSR (1924 bis 1991)
  - Kommunistische Partei Usbekistans (1994 gegründet)
- Vietnam:
  - Kommunistische Partei Vietnams (1930 als Indochinesische Kommunistische Partei gegründet)

### Afrika
- Ägypten:
  - Ägyptische Kommunistische Partei (1912–1965, wiedergegründet 1975)
  - Arabische Sozialistische Union (kurz: ASU; 1962–1977)
  - Demokratische Bewegung für nationale Befreiung (1947–1955)
  - Hizb al-Dimuqratiyah al Wataniyah (HDW; Nationaldemokratische Partei), autoritär-sozialistisch
  - National-Progressive Unionistische Partei (HTWTW; National-Progressive Unionistische Partei), kommunistisch
  - Arabisch-Demokratische Nasseristische Partei, arabisch-sozialistisch
- Algerien:
  - Algerische Kommunistische Partei (1936–1965)
  - Demokratische und Soziale Bewegung (gegründet 1966)
  - Algerische Partei für Demokratie und Sozialismus (gegründet 1993)
  - Nationale Befreiungsfront, sozialistisch
  - Front Sozialistischer Kräfte
- Angola:
  - Kommunistische Partei Angolas (1955–1956)
  - Volksbewegung zur Befreiung Angolas (gegründet 1956)
- Äthiopien:
  - Demokratische Volksrepublik Äthiopien (1984–1990):
    - Arbeiterpartei Äthiopiens

  - Amharische Nationaldemokratische Bewegung, marxistisch-leninistisch
  - Gesamtäthiopische Sozialistische Bewegung, sozialistisch
  - Volksbefreiungsfront von Tigray, marxistisch-leninistisch und sozialistisch
- Benin:
  - Volksrevolutionäre Partei Benins (1975–1990), marxistisch-leninistisch
  - Kommunistische Partei Benins, marxistisch-leninistisch
  - Front d’action pour le renouveau et le développement, sozialistisch
- Eritrea:
  - Volksfront für Demokratie und Gerechtigkeit (PFDJ), früher marxistisch, heute sozialistisch
  - Eritreische Befreiungsfront (ELF), marxistisch
  - Eritreische Volksbefreiungsfront, Vorgänger der ELF, marxistisch
- Gambia:
  - People’s Democratic Organisation for Independence and Socialism (PDOIS), sozialistisch
  - Gambian People’s Party (GPP), von 1987 bis 1994, verboten, sozialistisch
  - Gambian Socialist Revolutionary Party (GSRP), marxistisch und linkssozialistisch
- Ghana:
  - Convention People’s Party (CPP), sozialistisch
- Libyen:
  - Libysche Kommunistische Partei (1945–1952)
- Marokko:
  - Partei des Fortschritts und des Sozialismus (gegründet 1974)
- Nigeria:
  - Kommunistische Partei Nigerias (1960 gegründet)
- Republik Kongo:
  - Kongolesische Arbeitspartei (1969 gegründet)
- Senegal:
  - And Jëf/PADS, linkssozialistisch
- Südafrika:
  - Südafrikanische Kommunistische Partei
- Sudan:
  - Sudanesische Kommunistische Partei (1946 gegründet)
- Tansania:
  - Chama Cha Mapinduzi (CCM), afrikanisch-sozialistisch
- Tunesien:
  - Tunesische Kommunistische Partei (1934–1993)
  - Tunesische Arbeiterpartei (1986 gegründet)

### Australien und Ozeanien
- Australien:
  - Communist Party of Australia (1920–1991)
  - Communist Party of Australia (1971 gegründet)
  - Socialist Equality Party (1972 gegründet als Socialist Labour League)
- Neuseeland:
  - Kommunistische Partei Neuseelands (1921–1994)
  - Sozialistische Einheitspartei Neuseelands (1966–1990)